# Freddie Boath
Freddie Boath (Londres, 6 de maio de 1991) é um ator britânico nascido na Inglaterra. Ele é mais conhecido por seu papel como "Alex O'Connell" no filme O Retorno da Múmia.

## Biografia
Filho de um banqueiro e uma produtora, Freddie estudou numa escola católica para garotos a St. Phllip's em Londres. Ele tem um irmão mais velho, Jack e uma irmã mais nova, Millie.
Recebeu duas indicações por sua atuação em O Retorno da Múmia.

## Filmografia
| Filmes | Filmes              | Filmes             | Filmes                     |
| Ano    | Título Original     | Título (Brasil)    | Papel                      |
| ------ | ------------------- | ------------------ | -------------------------- |
| 2001   | The Mummy Returns   | O Retorno da Múmia | Alexander "Alex" O'Connell |
| Séries |                     |                    |                            |
| Ano    | Título              | Papel              | Notas                      |
| 2008   | The Children        | Jack               | 2 episódios                |
| 2009   | The Bill            | Stevo Grainger     | 1 episódio                 |
| 2010   | Doctors (TV Series) | Barney Howerd      | 1 episódio                 |
| 2010   | Os Pilares da Terra | Henry aos 15 anos  | 9 episódio                 |
| 2012   | Nomad               | The Contact        | curta metragem             |
| 2013   | Mistério de Anubis  | Benji Reed         | 4 episódio                 |

## Prêmios e Indicações
| Prêmios | Prêmios   | Prêmios             | Prêmios                       | Prêmios            |
| Ano     | Resultado | Premiação           | Categoria                     | Título             |
| ------- | --------- | ------------------- | ----------------------------- | ------------------ |
| 2002    | Indicado  | Young Artist Awards | Melhor Jovem Ator Coadjuvante | O Retorno da Múmia |
| 2002    | Indicado  | Saturn Awards       | Melhor Jovem Ator             | O Retorno da Múmia |